# 林家大平
林家 大平（はやしや だいへい、1945/1946年 - 1974年4月13日頃）は、漫談家、落語家。

## 略歴
- 1968年、初代林家三平に入門。カバン持ちとして三平の元で修行を開始する。
- 1971年、漫談家として独立。
- 1974年4月17日、自宅アパートで孤独死しているところを発見される。死因は心臓発作。警視庁牛込署によると発見時には死後一週間が経過しており、遺体に腐食が見られていた。

## 人物
- 広島の原爆で胎内被爆し、薬を常用しながら高座をつとめていた。
- よく山本リンダの歌謡ショーの司会をしていた。
- テレビにもレギュラー出演していたが音信がとれなくなり、「あの真面目な大平が」と兄弟子が大平の自宅アパートを訪れたところ、郵便物が大量に貯まっており孤独死しているのが発見された。
- 大平孤独死の13年後、埼玉県秩父市出身の青年、田鹿明が大平の兄弟子林家こん平門下へ入門してきた。のちの林家たい平である。